# Walburga
Walburgaⓘ – imię żeńskie pochodzenia germańskiego, powstałe jako złożenie członów waldan – „rządzić, panować” i burg – „gromadzić, strzec, pilnować, ochraniać”. Patronką tego imienia jest św. Walburga, zakonnica, zm. w 779 roku. Imię to zapisywano również w formie Walpurga, stąd noc Walpurgi.
W styczniu 2025 r. w rejestrze PESEL, wśród publicznie dostępnych danych dotyczących osób żyjących, wykazano 176 kobiet o imieniu Walburga nadanym jako imię pierwsze.
Walburga imieniny obchodzi 25 lutego i 6 sierpnia.

## Imię Walburga w innych językach[5]
- łacina – Walburga, Walburgis, Valpurga
- angielski – Walburga, Valborga, Walpurga
- czeski – Valburga
- francuski – Vaubourg
- hiszpański – Valburga
- niemieckl – Walburga, Walburg, Walpurga, Walpurgis
- rosyjski – Val'purga, Val'burga
- słowacki – Valburga
- słoweński – Valburga
- włoski – Valburga, Valpurga.

## Kobiety o imieniu Walburga
- Święta Walburga,
- Maria Józefa Antonina Wittelsbach, właściwie Maria Józefa Antonina Walburga Felicitas Regula Wittelsbach – cesarzowa cesarstwa niemieckiego,
- Maria Antonina Wittelsbach, właściwie Maria Antonina Walpurgis Bawarska – elektorowa saska.

Postaci fikcyjne:
- Walburga Black – matka Syriusza Blacka, postaci z serii książek Harry Potter autorstwa J.K. Rowling.